# Nette
Pour l’article ayant un titre homophone, voir Net.
Taxons concernés
Plusieurs espèces d'Anatinae
- Netta
- Rhodonessa†
- caryophyllacea†modifier

Le terme Nette est un nom vernaculaire attribué en français à plusieurs espèces de canards reconnaissables à leurs calottes. Le terme est un emprunt au grec ancien νη̃ττα, variante de νησσα qui désigne les canards.

## Liste des espèces
- Nette rousse. Netta rufina (Pallas 1773).
- Nette demi-deuil.	Netta peposaca (Vieillot 1816).
- Nette brune. Netta erythrophthalma (Wied-Neuwied 1833).
- la nette à cou rose (Rhodonessa)†, espèce disparue d'Australie.
- les Caryophyllacea†